# Trémolat

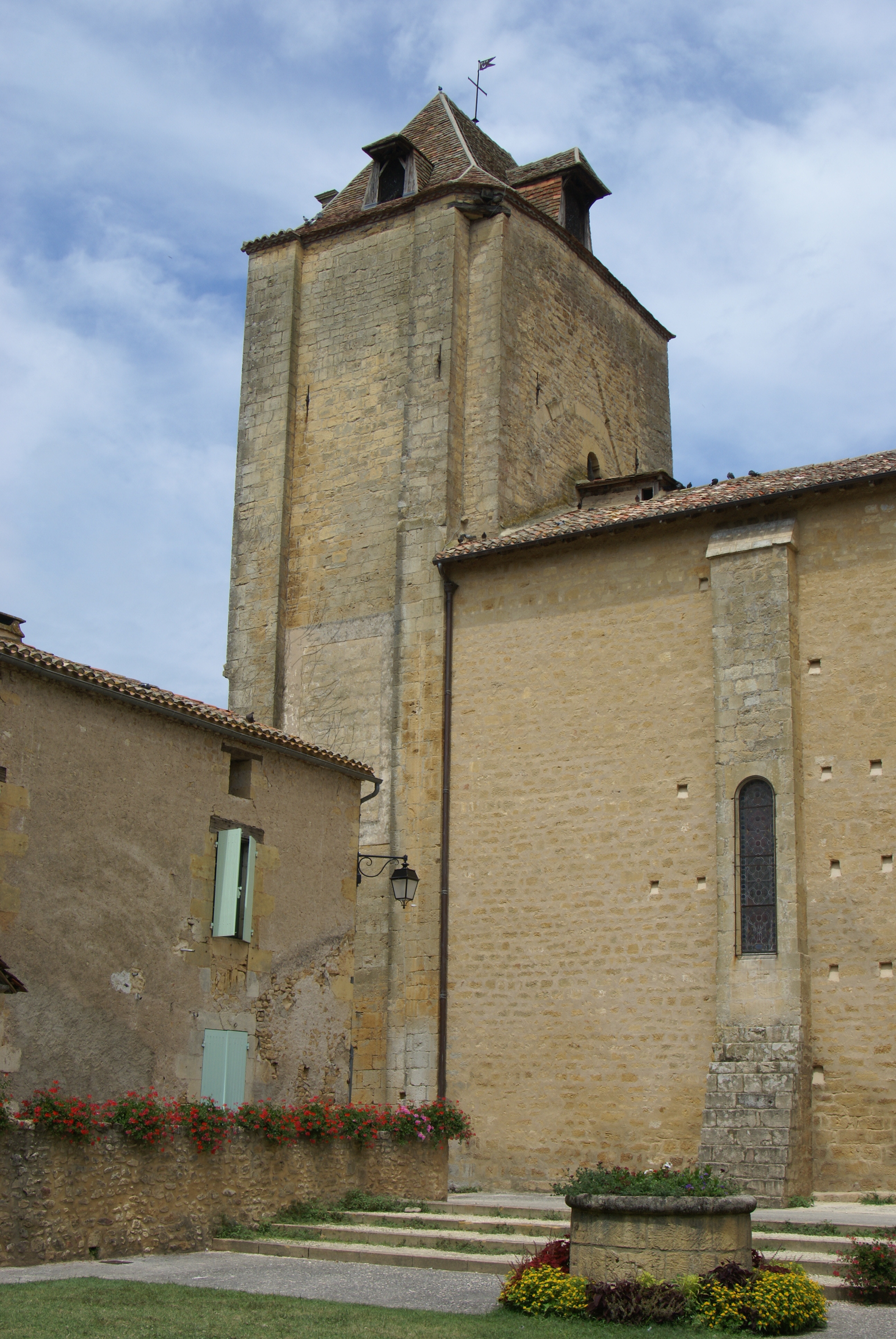

Trémolat – miejscowość i gmina we Francji, w regionie Nowa Akwitania, w departamencie Dordogne.
Według danych na rok 1990 gminę zamieszkiwało 625 osób, a gęstość zaludnienia wynosiła 45 osób/km² (wśród 2290 gmin Akwitanii Trémolat plasuje się na 626. miejscu pod względem liczby ludności, natomiast pod względem powierzchni na miejscu 824.).